# Henri Marracq
Pour les articles homonymes, voir Marracq.
Pas d'image ? Cliquez ici

a Compétitions nationales et continentales officielles uniquement.

b Matchs officiels uniquement.
Henri Marracq, né le 21 novembre 1937 à Pontacq et mort le 14 mai 2003 à Aressy, est un joueur international français de rugby à XV et de rugby à XIII dans les années 1950 à 1970.
Formé en rugby à XV au C.A. Pontacq puis intégrant la formation de la Section paloise, H. Marracq dispute avec ce dernier club le Championnat de France et prend part à deux finales perdues du Challenge Yves du Manoir en 1959 et 1962 côtoyant Claude Mantoulan, Jean-Pierre Saux, François Moncla, Jean Piqué et André Abadie. Fort de ses performances, il connaît même l'équipe France affrontant la Roumanie en 1961.
En 1962, il change de code de rugby et signe en rugby à XIII au R.C. Saint-Gaudens emmené par Jean Barthe, C. Mantoulan qu'il retrouve et André Rives. Il devient l'un des joueurs clés du club et dispute sept finales de Championnat de France de 1962 à 1972 pour un titre décroché lors de l'édition 1970 avec Jean-Pierre Lecompte, Michel Molinier et Victor Serrano. En 1972, il prend part à la création de Pau XIII dont il est à l'origine et clôt sa carrière sportive en 1978.
Ses performances remarquées au club du R.C. Saint-Gaudens l'amènent entre 1963 et 1970 titulaire au sein de l'équipe de France. Il prend ainsi part à la Coupe du monde de 1968, disputant notamment la finale de l'édition 1968 aux côtés de Jean Capdouze et Georges Aillères. Sous ce même maillot bleu, il connaît des victoires prestigieuses contre les meilleures sélections du monde : l'Australie, la Grande-Bretagne, la Nouvelle-Zélande et le pays de Galles.

## Biographie

### Carrière en XV
Marrcaq découvre le rugby aux Papillons de Pontacq, avant de rejoindre la formation de la Section paloise à la fin des années 1950 aux côtés de Claude Mantoulan, Jean-Pierre Saux Robert Labarthette ou de Jean Piqué, Marracq prend part à la finale à la Challenge Yves du Manoir en 1959 et 1962.
Henri Marracq intègre également l'équipe de France lors d'une rencontre contre la Roumanie disputée à Bayonne, au cours de laquelle il marque l'unique essai des Français, avec à ses côtés Michel Crauste et Michel Celaya. C'est le premier match que manque le capitaine François Moncla, tombé en disgrace.
François Moncla dit de lui que c'est un des meilleurs joueurs avec lesquels il a pu jouer. Pierre Albalédéjo garde en mémoire un plaqueur redoutable.

### 1962: départ au rugby à XIII et au R.C. Saint-Gaudens
En 1962, à l'âge de 24 ans, il fait partie des grands noms du rugby à XV rejoignant le rugby à XIII en signant pour le club de Saint-Gaudens où jouent Jean Barthe, Claude Mantoulan, Armand Save et André Rives. Il accumule les finales, sept, du Championnat de France pour en remporter une en 1970 avec Roger Biffi et Serge Marsolan. Il côtoie également l'équipe de France et compte une vingtaine de sélections et une participation à la Coupe du monde 1968 où il y est finaliste avec Georges Ailleres, Jean Capdouze et Roger Garrigue.

#### 1968: finaliste de la Coupe du monde
En mai-juin 1968, l’Australie et la Nouvelle-Zélande organisent la quatrième édition de la Coupe du monde de rugby à XIII, compétition créée en 1954 sous l'impulsion de l'ancien président de la fédération française Paul Barrière en invitant les trois autres nations majeures de rugby à XIII : l'Australie, la Grande-Bretagne et la Nouvelle-Zélande. Ce concept est maintenu depuis à intervalle irrégulier avec ces quatre mêmes nations. Henri Marracq, absent des précédentes convocations de l'équipe de France et préféré au Catalan Michel Bardes, est sélectionné au poste de deuxième ligne par Antoine Jimenez et est entraîné par Jep Lacoste, également entraîneur du R.C. Saint-Gaudens, pour cette édition aux côtés de trois autres Saint-Gaudinois Roger Garrigue, Jean-Pierre Lecompte et Victor Serrano,.
Henri Marracq, associé en deuxième à Francis de Nadaï, prend part au poste de centre au match d'ouverture de la Coupe du monde contre la Nouvelle-Zélande le 25 mai 1968 au Carlaw Park en banlieue d'Auckland devant près de 18 000 spectateurs. L'adversaire néo-zélandais perd dès la 12e minute leur joueur Brian Lee, expulsé définitivement pour une manchette sur André Ferren, et dut évoluer en infériorité numérique toute la rencontre. Le demi français Jean Capdouze livre alors un duel de buteurs contre son homologue Ernie Wiggs avant de marquer un essai à la suite d'une relance de Jean-Claude Cros et une percée de Jean-Pierre Lecompte épaulé par Michel Molinier pour emmener J. Capdouze à marquer entre les poteaux. Dès lors, malgré une supériorité en mêlée fermée des Néo-Zélandais, la France conserve son avance jusqu'à la fin du match pour s'imposer 15-10.
La seconde rencontre, que dispute H. Marracq associé à Hervé Mazard, face à la Grande-Bretagne s'avère être décisive pour une place en finale à la suite de la défaite de cette dernière face au grand favori australien. Programmée en Nouvelle-Zélande, les deux équipes s'affrontent le 1er juin 1968 au Carlaw Park devant près de 15 000 spectateurs. Un temps pluvieux sévit sur la pelouse qui rend impossible la tenue d'un jeu ordonné. Devant cette difficulté, les Britanniques mènent 2-0 à la mi-temps sur une pénalité de Bev Risman. Mais la seconde mi-temps tourne à l'avantage des Français forts d'un pack d'avants dominant et du jeu au pied de J. Capdouze, Roger Garrigue et Jean-Pierre Clar, ils parviennent à s'imposer sur un essai de Jean-René Ledru pour porter le score final à 7-2. La France se qualifie pour la finale pour la seconde fois de son histoire après l'édition de 1954.
Composition de l'équipe de France :
Pour la troisième rencontre de poule, la France va sur les terres australiennes après deux rencontres en Nouvelle-Zélande, celle-ci oppose les deux équipes qualifiées pour la finale le 8 juin 1968, la France et l'Australie. Afin de mieux préparer la finale qui se déroule deux jours après cette rencontre joué au Lang Park de Brisbane, les deux équipes font tourner leurs effectifs. H. Marracq est ainsi mis au repos dans l'optique de la finale. Ce match s'achève sur un score sévère pour la France qui est nettement battue 37-4 et amène l'Australie à se poser comme le grand favori de la finale,.
H. Marracq refait son retour dans le treize titulaire pour cette finale qui se déroule le 10 juin 1968 au Sydney Cricket Ground devant près de 54 000 spectateurs. Dans un stade acquis à sa cause, l'Australie, dirigée par la charnière Billy Smith et Bob Fulton, réalise une haute performance en dominant l'équipe de France grâce à un jeu varié, dynamique et une domination territoriale. Les Français subissent le jeu australien malgré la vaillance de sa défense. Battue 20-2, H. Marracq et la France terminent ainsi vice-champions du monde et espère entrevoir par cet exploit la volonté d'un renouveau du rugby à XIII dans son pays.

### Henri Marracq prend part à la création de Pau XIII
Il clôt sa carrière avec un passage au club de rugby à XIII de Pau dont il est à l'origine de sa création puis en raison de relations plus apaisées entre les deux codes de rugby français devient vice-président du comité du Béarn de rugby à XV avec en charge les sélections de jeunes. Côté civil, il crée une entreprise de vente de combustible établie à Serres-Castet.
En 1975, il demande à la Fédération française de rugby à XV de pouvoir devenir entraîneur d'un club de rugby à XV, mais la fédération lui refuse cette requalification en raison de son passé treiziste.

### Après carrière
Henir Marracq meurt à la suite d'une longue maladie le 14 mai 2003 à Aressy.

## Hommage
Le stade de rugby de Serres-Castet est baptisé stade Henri-Marracq.

## Palmarès

### Rugby à XV
- Collectif :
  - Finaliste du Challenge Yves du Manoir : 1959 et 1962 (Section paloise).

#### Détails en sélection de rugby à XIII
| 1. | 12 novembre 1961 | Roumanie | 5-5 | Test-match | Troisième ligne aile | 3 | 1 | - | - |

### Rugby à XIII
- Collectif :
  - Vainqueur du Championnat de France : 1970 (Saint-Gaudens).
  - Finaliste de la Coupe du monde : 1968 (France).
  - Finaliste du Championnat de France : 1963, 1966, 1967, 1969, 1971 et 1972 (Saint-Gaudens).

#### Coupe du monde
| Édition        | Rang      | Résultats France | Résultats Marracq | Matchs Marracq |
| -------------- | --------- | ---------------- | ----------------- | -------------- |
| Australie 1968 | Finaliste | 2 v, 0 n, 2 d    | 2 v, 0 n, 1 d     | 3/4            |

Légende : v = victoire ; n = match nul ; d = défaite.

#### Détails en sélection de rugby à XIII
| 1.  | 8 décembre 1963  | Australie        | 8-5   | Test-match     | Deuxième ligne | - | - | - | - |
| 2.  | 22 décembre 1963 | Australie        | 9-21  | Test-match     | Deuxième ligne | - | - | - | - |
| 3.  | 18 janvier 1964  | Australie        | 8-16  | Test-match     | Deuxième ligne | - | - | - | - |
| 4.  | 8 mars 1964      | Grande-Bretagne  | 5-11  | Test-match     | Deuxième ligne | - | - | - | - |
| 5.  | 6 décembre 1964  | Grande-Bretagne  | 18-8  | Test-match     | Deuxième ligne | - | - | - | - |
| 6.  | 15 novembre 1965 | Nouvelle-Zélande | 14-3  | Test-match     | Deuxième ligne | - | - | - | - |
| 7.  | 28 novembre 1965 | Nouvelle-Zélande | 6-2   | Test-match     | Deuxième ligne | - | - | - | - |
| 8.  | 12 décembre 1965 | Nouvelle-Zélande | 28-5  | Test-match     | Deuxième ligne | - | - | - | - |
| 9.  | 16 janvier 1966  | Grande-Bretagne  | 18-13 | Test-match     | Deuxième ligne | - | - | - | - |
| 10. | 5 mars 1966      | Grande-Bretagne  | 8-4   | Test-match     | Deuxième ligne | - | - | - | - |
| 11. | 22 janvier 1967  | Grande-Bretagne  | 13-16 | Test-match     | Deuxième ligne | - | - | - | - |
| 12. | 4 mars 1967      | Grande-Bretagne  | 23-13 | Test-match     | Deuxième ligne | 3 | 1 | - | - |
| 13. | 25 mai 1968      | Nouvelle-Zélande | 15-10 | Coupe du monde | Deuxième ligne | - | - | - | - |
| 14. | 2 juin 1968      | Grande-Bretagne  | 7-2   | Coupe du monde | Deuxième ligne | - | - | - | - |
| 15. | 10 juin 1968     | Australie        | 2-20  | Coupe du monde | Deuxième ligne | - | - | - | - |
| 16. | 30 novembre 1968 | Grande-Bretagne  | 10-34 | Test-match     | Pilier         | - | - | - | - |
| 17. | 2 février 1969   | Grande-Bretagne  | 13-9  | Test-match     | Remplaçant     | - | - | - | - |
| 18. | 9 mars 1969      | Pays de Galles   | 17-13 | Test-match     | Remplaçant     | 3 | 1 | - | - |
| 19. | 23 octobre 1969  | Pays de Galles   | 8-2   | Coupe d'Europe | Deuxième ligne | - | - | - | - |
| 20. | 25 janvier 1970  | Angleterre       | 11-11 | Coupe d'Europe | Pilier         | - | - | - | - |

#### Détails en club
| Saison    | Saison           | Championnat           | Championnat | Coupe           | Coupe       | Sélection | Sélection | Sélection | Sélection | Sélection | Sélection | Sélection |
| Saison    | Saison           | Comp.                 | Class.      | Comp.           | Class.      | Comp.     | M         | Pts       | Ess.      | Buts      | Dp.       |           |
| --------- | ---------------- | --------------------- | ----------- | --------------- | ----------- | --------- | --------- | --------- | --------- | --------- | --------- | --------- |
| 1962-1963 | RC Saint-Gaudens | Championnat de France | Finaliste   | Coupe de France | 1/2 finale  |           |           |           |           |           |           |           |
| 1963-1964 | RC Saint-Gaudens | Championnat de France | 1/2 finale  | Coupe de France | 1/4 finale  |           | 4         | -         | -         | -         | -         |           |
| 1964-1965 | RC Saint-Gaudens | Championnat de France | 1/4 finale  | Coupe de France | 1/4 finale  |           | 1         | -         | -         | -         | -         |           |
| 1965-1966 | RC Saint-Gaudens | Championnat de France | Finaliste   | Coupe de France | 1/4 finale  |           | 5         | -         | -         | -         | -         |           |
| 1966-1967 | RC Saint-Gaudens | Championnat de France | Finaliste   | Coupe de France | 1/2 finale  |           | 2         | 3         | 1         | -         | -         |           |
| 1967-1968 | RC Saint-Gaudens | Championnat de France | 1/2 finale  | Coupe de France | 1/8 finale  | CM        | 3         | -         | -         | -         | -         |           |
| 1968-1969 | RC Saint-Gaudens | Championnat de France | Finaliste   | Coupe de France | 1/8 finale  |           | 3         | 3         | 1         | -         | -         |           |
| 1969-1970 | RC Saint-Gaudens | Championnat de France | Vainqueur   | Coupe de France | 1/8 finale  | CE        | 2         | -         | -         | -         | -         |           |
| 1970-1971 | RC Saint-Gaudens | Championnat de France | Finaliste   | Coupe de France | 1/4 finale  |           |           |           |           |           |           |           |
| 1971-1972 | RC Saint-Gaudens | Championnat de France | Finaliste   | Coupe de France | 1/4 finale  |           |           |           |           |           |           |           |
| 1972-1973 | Pau XIII         | Championnat de France | 18e         | Coupe de France |             |           |           |           |           |           |           |           |
| 1973-1974 | Pau XIII         | Championnat de France | Barrage     | Coupe de France | 1/16 finale |           |           |           |           |           |           |           |
| 1974-1975 | Pau XIII         | Championnat de France | 14e         | Coupe de France | 1/8 finale  |           |           |           |           |           |           |           |
| 1975-1976 | Pau XIII         | Championnat de France | 20e         | Coupe de France |             |           |           |           |           |           |           |           |
| 1976-1977 | Pau XIII         | Championnat de France |             | Coupe de France |             |           |           |           |           |           |           |           |
| 1977-1978 | Pau XIII         | Championnat de France |             | Coupe de France |             |           |           |           |           |           |           |           |